# Solanum remyanum
Solanum remyanum är en potatisväxtart som beskrevs av Rodolfo Amando Philippi. Solanum remyanum ingår i släktet skattor som ingår i familjen potatisväxter. Inga underarter finns listade i Catalogue of Life.